# Mauernutfräse

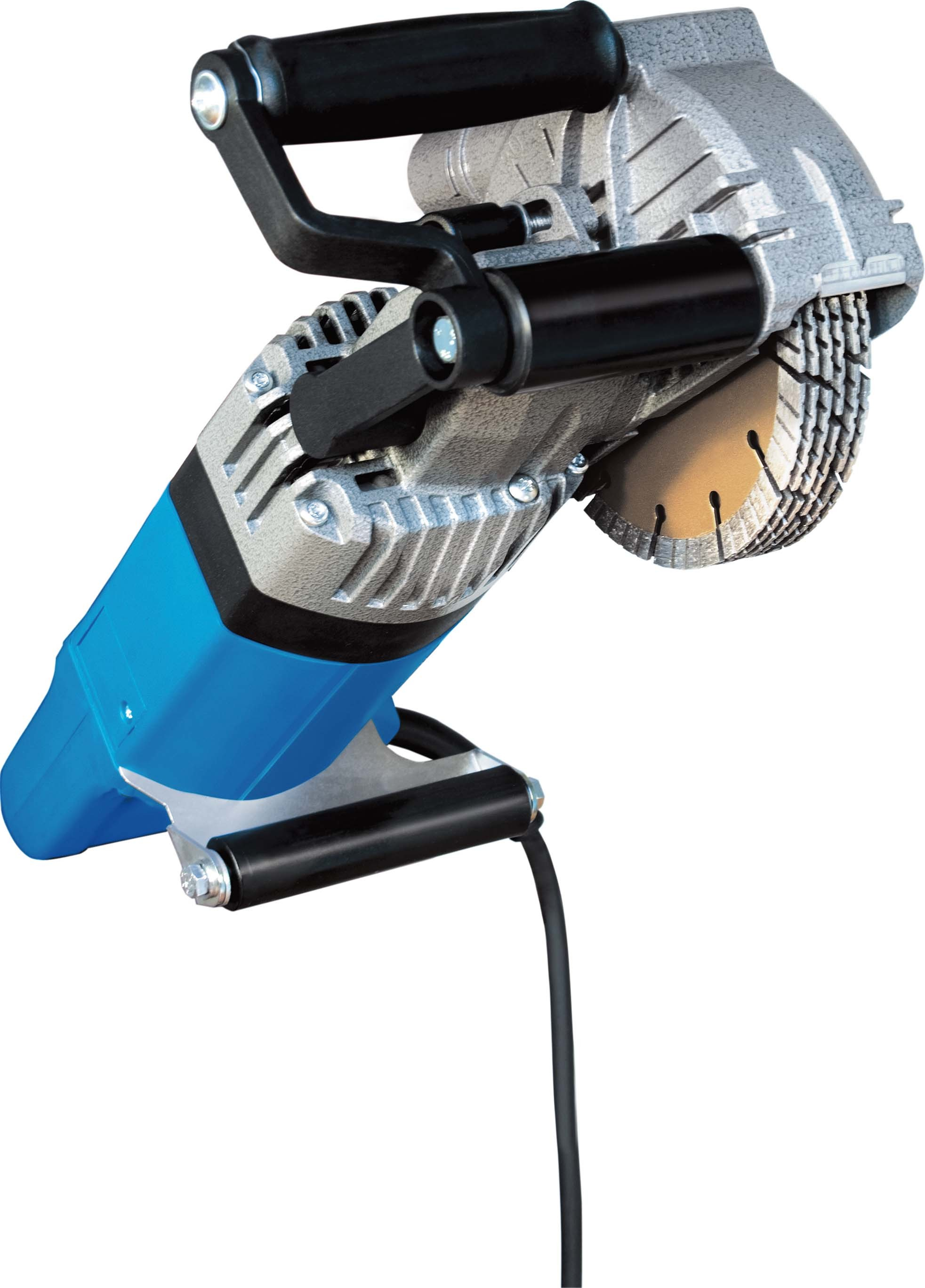
Eine elektrische Nutfräse

Eine Mauernutfräse oder Schlitzfräse, in der Schweiz umgangssprachlich auch Schlitzmaschine genannt, ist ein Elektrowerkzeug, welches zum Schlitzen von Nuten (fälschlicherweise manchmal als Fugen bezeichnet) für Rohre und Kabel in Beton, Gipswänden und Mauerwerk verwendet wird.
Mauernutfräsen sind auf Baustellen, insbesondere im Hochbau und Innenausbau häufig anzutreffen. Neben dem Abbruchhammer gehören sie zu den schwersten Werkzeugen, die Sanitär-Installateure oder Elektroinstallateure, zum Beispiel für die Verlegung von Wasser- und Stromleitungen in Wänden, bei ihrer täglichen Arbeit verwenden.

## Komponenten
Eine Schlitzfräse besteht aus mehreren unterschiedlichen Komponenten. Grundsätzlich findet man bei allen am Markt verfügbaren Geräten die folgenden Bauteile:
Staubabsaugung
Diese befindet sich meist auf der linken Seite des Geräts. In wenigen Einzelfällen ist sie auch an der rechten Seite zu finden. An ihr kann sowohl ein Staubbeutel als auch ein handelsüblicher Industriestaubsauger angeschlossen werden. Dieser saugt unter dem laufenden Betrieb den anfallenden Dreck und Staub ein.
Führungsrad
Die meisten Modelle verfügen über zwei oder vier Räder an der Unterseite des Gehäuses. Sie werden benötigt, um die Fräse an der Wand führen zu können.
Trennscheibe
Bei den günstigen Geräten im Einsteigerbereich sind fast ausschließlich (Diamant-)Trennscheiben verbaut. Sie schlitzen die Wand allerdings lediglich an zwei Stellen. Der  Steg zwischen den Schlitzen muss nach der Arbeit mit der Fräse noch heraus gebrochen werden.
Fräsrad
Teure Modelle schlitzen die Mauer nicht etwa, sondern fräsen gleich einen fertigen Schlitz hinein. Das Arbeiten geht so deutlich schneller und man benötigt kein zusätzliches Werkzeug wie einen Hammer, Abbruchhammer oder einen Bohrhammer.

## Funktionsweise
Mauernutfräsen existieren in unterschiedlichen Ausführungen. Einfacher Bauart sind elektrisch angetriebene Mauernutfräsen, die nur ein einzelnes Fräsrad besitzen und somit nur einen Schlitz begrenzter Breite herstellen.
In der Regel besteht eine Mauernutfräse aus einem Elektromotor, welcher ein Fräsrad oder zwei (Diamant-)Trennscheiben antreibt. Mauernutfräsen, die nur ein einzelnes Fräsrad besitzen, haben einen sehr begrenztes Einsatzspektrum, denn sie können nur einen Schlitz begrenzter Breite herstellen. Heute üblich und weit verbreitet sind Mauernutfräsen mit zwei Trennscheiben. Diese beiden Trennscheiben können stufenlos im Abstand zwischen etwa 5–40 mm verstellt werden. Ebenso ist die Nuttiefe bis ca. 65 mm einstellbar. Eine Grundplatte, welche oft auch mit Rollen versehen ist, dient dazu, die Maschine auf der Wand fortzubewegen. Verbreitet sind die Maschinen komplett gekapselt und bieten einen Anschluss für eine Absaugeinrichtung, so dass die sonst enorme Staubbelastung auf ein Minimum reduziert werden kann.
Die Fräse trennt nur zwei Nuten in die Wand, der mittlere Steg muss in der Regel nachträglich mit anderem Werkzeug entfernt werden.

## Arbeitsschutz
Bei Arbeiten mit Mauernutfräsen sind die Vorschriften der Berufsgenossenschaften bezüglich Unfallverhütung und Betriebsmittelsicherheit zu beachten. Weiterhin ist stets die gleichzeitige Verwendung von Entstaubern, Gehörschutz und Schutzbrillen empfohlen.